# System 16
Le System 16 est un format de PCB pour borne d'arcade créé par Sega et sorti en 1985.

## Description
Une quarantaine de jeux disponibles contribuèrent largement à la popularité de Sega dans les salles d'arcade et assurèrent la pérennité du support, qui servit d'architecture de base à la Mega Drive. Le System 16 se décline en deux versions, le System 16A et le System 16B.

## Problèmes connus

### Problème de "batterie suicidaire"
La System 16 est équipée d'une pile intégrée qui permet de stocker les clés de chiffrements nécéssaire au déchiffrement des données de jeu. Mais, si cette pile vient à s'épuiser, des problèmes dans les jeux peuvent apparaitre (son coupé, jeu injouable ...).
Il existe un guide pour savoir si une System 16 est touchée par ce problème en regardant simplement le processeur.

## Spécifications techniques
- Microprocesseur : Motorola 68000 à 10 MHz
- Processeur sonore : Zilog Z80 à 4 MHz (6 MHz pour le System 16B)
- Puce sonore : Yamaha YM2151 à 4 MHz + décodeur NEC uPD7751 ADPCM (NEC uPD7759 pour le System 16B)
- Définition d'écran : 320 x 224 (horizontal)
- Nombre de couleurs : 6144
- Capacités Graphiques: 128 sprites simultanément, 2 plans de décors, 1 plan de texte, 1 plan de sprites

## Liste des jeux
- Ace Attacker (1989)
- Action Fighter (1986)
- Alex Kidd: The Lost Stars (1986)
- Alien Syndrome (1987)
- Altered Beast / Jyuohki (1988)
- Aurail (1989)
- Bay Route (1989)
- Body Slam (1987)
- Bullet (1987)
- Charon (198?)
- Cotton (1989)
- Dunk Shot (1987)
- Dynamite Dux (1988)
- ESWAT: Cyber Police (1989)
- Excite League (1989)
- Fantasy Zone (1986)
- Fantasy Zone II: The Tears of Opa-Opa (1988)
- Flash Point (1989)
- Golden Axe (1989)
- Heavyweight Champ (1988)
- M.V.P. (1989)
- Passing Shot (1988)
- Riot City (1991)
- Ryu Kyu (1990)
- SDI (1987)
- Shinobi (1987)
- Sonic Boom (1987)
- Sukeban Jansi Ryuko (1988)
- Super League (1988)
- Tetris (1988)
- Time Scanner (1987)
- Toryumon (1994)
- Tough Turf (1989)
- Wonder Boy III: Monster Lair (1988)
- Wrestle War (1989)